# Theodore Fitz Randolph

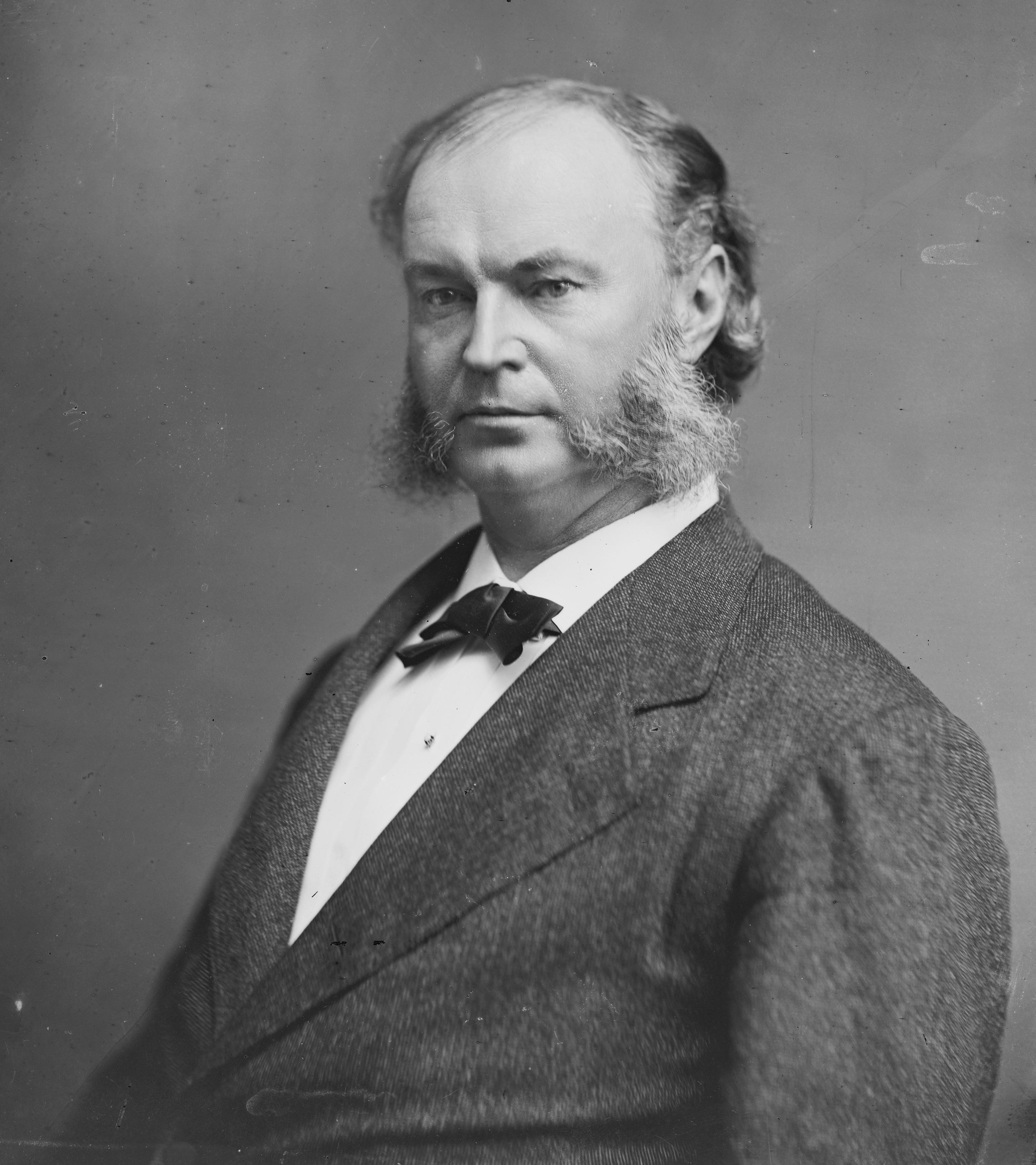
Theodore Fitz Randolph

Theodore Fitz Randolph (* 24. Juni 1826 in Mansfield, Tioga County, Pennsylvania; † 7. November 1883 in Morristown, New Jersey) war ein US-amerikanischer Politiker und von 1869 bis 1872 Gouverneur des Bundesstaates New Jersey. Zwischen 1875 und 1881 vertrat er seinen Staat im US-Senat.

## Frühe Jahre und politischer Aufstieg
Theodore Randolph kam schon in frühen Jahren nach New Brunswick in New Jersey, wo er die öffentlichen Schulen besuchte. Danach engagierte er sich im Kohlen- und Eisengeschäft. Zwischen 1840 und 1852 lebte er in Vicksburg im Staat Mississippi, wo er seinen Geschäften nachging. Nach seiner Rückkehr nach New Jersey befasste er sich mit dem Bergbau und dem Transport von Erzen. Bald wurde er auch Präsident der Eisenbahngesellschaft Morris and Essex Railroad.
Randolph war Mitglied der Demokratischen Partei. Im Jahr 1859 wurde er in die New Jersey General Assembly gewählt und zwischen 1862 und 1863 war er Mitglied des Staatssenats. Randolph war 1865 auch an der Gründung des Rechnungshofes (State comptroller) von New Jersey beteiligt. Im Jahr 1868 wurde er als Kandidat seiner Partei zum Gouverneur seines Staates gewählt.

## Gouverneur und US-Senator
Theodore Randolph trat sein Amt als Gouverneur am 19. Januar 1869 an. In seiner dreijährigen Amtszeit wurde eine Gefängnisreform durchgeführt und ein Gesetz gegen Wahlbestechung verabschiedet. In Morristown entstand eine neue Nervenheilanstalt. Eine der Eisenbahn auferlegte Monopolsteuer wurde abgeschafft. Nach dem Ende seiner Amtszeit am 16. Januar 1872 setzte Randolph seine politische Laufbahn fort. Zwischen dem 4. März 1875 und dem 3. März 1881 war er als Class-1-Senator Mitglied im US-Kongress. Dort trat er die Nachfolge von John P. Stockton an. Randolph absolvierte eine Legislaturperiode im US-Senat, während der er Vorsitzender des Militärausschusses war. Nach seinem Ausscheiden aus diesem Gremium übernahm William Joyce Sewell von der Republikanischen Partei seinen Senatssitz.
Nach dem Ende seiner Zeit in Washington, D.C. zog sich Randolph aus der Politik zurück. Er starb im November 1883 und wurde auf dem Evergreen Cemetery in Morristown beigesetzt. Randolph wurde auch als Erfinder bekannt. So hat er eine Lochmaschine und eine Dampfschreibmaschine erfunden.